# Крло е Роменго (лист)
Крло е Роменго (Глас Рома) је излазио током 1973. и 1983. године у Београду.

## Историја
Оснивањем првог Удружења Београдских цигана свечара "Бибије" (Теткице) у Београду 1935. године покренут је и први лист на ромском језику "Романо Лил" - "Циганске новине", кога је уређивао Светозар Симић. Изашла су три броја, али су се новине, због недостатка финансијских средстава, после трећег броја, угасиле. У Музеју ромске културе у Београду могу се видети примерци листа „Романо лил” из 1935. године.
1973. године, након обновљених иницијатива за издавање писаног гласила Рома, појавио се "Глас Рома", Крло е Роменго; први број изашао је у фебруару, а последњи у октобру (9 бројева). Основач и издавач гласила било је НИП "Село", Београд, а финансирала га је Републичка заједница за културу Србије. Десети број Крло е Роменго појавио се 5. новембра 1982. године у част одржавања 9. Смотре културних достигнућа Рома Србије. 
Председништво Савеза друштва "Ром" Србије и Савет Смотре културних достигнућа Рома Србије објавило је 15.03.1983. да ће лист "Глас Рома" почети поново да излази; имаће 16 страница, излазиће једном месечно, претежно на ромском језику. Објављиваће разне прилоге и информације о догађајима из земље и света. Позивају на редовно достављање прилога, као и на претплату. 
Током 1983. године, група ромских активиста успела је да уз помоћ "Борбе" изда три броја листа. Једанаести број Крло е Роменга појавио се 1. априла 1983. и био је посвећен иницијативи Републичке конференције ССРН Хрватске да се Ромима призна статус народности. 31. маја 1983. године изашао је 12. број листа, и између осталог донео неколико текстова о страдању Рома у Другом светском рату. 